# Kabiskagami Lake
Kabiskagami Lake är en sjö i Kanada.   Den ligger i distriktet Algoma och provinsen Ontario, i den sydöstra delen av landet, 700 km nordväst om huvudstaden Ottawa. Kabiskagami Lake ligger 356 meter över havet. Arean är 1,6 kvadratkilometer. Den ligger vid sjön Mosambik Lake. Den sträcker sig 2,9 kilometer i nord-sydlig riktning, och 1,5 kilometer i öst-västlig riktning.
I omgivningarna runt Kabiskagami Lake växer i huvudsak blandskog. Trakten runt Kabiskagami Lake är nära nog obefolkad, med mindre än två invånare per kvadratkilometer.